# Новоолександрівка (Перекопський район)
Новоолекса́ндрівка (крим. Alçın) — село Перекопського району Автономної Республіки Крим.
Розташоване на сході району.
Відстань від райцентру до населеного пункту становить 25 кілометрів по прямій.

## Історія
В останній період Кримського ханства Алчин входив до кадилика Кирп Баул Перекопського каймаканства, перша документальна згадка села зустрічається в Камеральному Описі Криму… 1784 року.
За «…Пам'ятною книжкою Таврійської губернії на 1892 рік» на цьому місці з'являється село Російсько-Олександрівка, де було 259 жителів у 49 домогосподарствах.